# 神の贈り物
『神の贈り物』（かみのおくりもの）は、テーブルトークRPG(TRPG)『アルシャードガイア』のリプレイ。リプレイの執筆とゲームマスター（GM）は稲葉義明。
『Role & Roll』27号（2006年11月発行）・28号（2006年12月発行）に掲載され、書き下ろしの続編「天蓋の城」と合わせて2007年4月にファミ通文庫から発行された。イラストは、『Role & Roll』掲載時は安達洋介、文庫版は『アルシャードガイア』のメインイラストレーターであるぽぽるちゃが担当している。
本記事では「天蓋の城」についても記述する。なお、本記事では、書名は『』括り、リプレイ作品題は「」括りで表記する。また「第1話」とは「神の贈り物」、「第2話」とは「天蓋の城」を指す。

## 概要
2006年10月に発売されたサプリメント『アルシャードガイア上級ルールブック』の紹介として執筆されたリプレイ。世界の裏側で奈落と戦うプロフェッショナル達の戦いを描いたリプレイで、PCたちのレベルも17レベルスタートと、ルール第一版時代のリプレイ「腐食都市」や、2006年4月に発表された『アルシャードff』リプレイ「The Broken Sword」（『ゲーマーズ・フィールド別冊』Vol.11「井上純弌の地平」収録）同様の高レベル帯となっている。
同時期に発表されたリプレイ『明日へのプロファイル』「神薙ぐ御剣」のような、初期レベル帯に多く見られる「身近な知人を助けたり、平和な日常を守るための戦い」というシナリオ傾向からは乖離した、ベテランとなったクエスターだからこそ体験できる規模の大きなストーリーというのが意識されている。そのため、世界を影から支配する秘密結社同士の対立といったエスピオナージ風の要素や、や、タイムパラドックスなどのSF的要素もふんだんに盛り込まれており、一般人の大量死などのイベントも発生する。

## あらすじ
第一話：神の贈り物
AD2007年。東京は奈落に沈んだ。未来世界に存在する時間管理局はこの歴史を変えるためにエージェント、トキノ・ケイを派遣する。彼女の目的は東京を奈落に沈める原因となった人物「嘉神朋也」に接触し、それを防ぐこと。
一方、その朋也は自らのシャードから見捨てられるという悲劇に見舞われており、毎日を荒れて過ごしていた。ある日、そんな朋也がサジッタ社から受けた依頼は「パンドラの箱」の護送。世界のあらゆる神秘組織が奪い合いを続けるこれを研究機関に持ち帰ることが目的だ。箱の入ったアタッシュケースを朋也に渡しにきたのはファムという少女。しかし彼女は朋也のことをなぜか知っているらしい。そして、この二人の出会いは、東京奈落化という未来を引き起こす分岐点になっていたのである…
第二話：天蓋の城
AD2007年。東京は奈落に沈んだ。「パンドラの箱」事件の解決の後、歴史は変更されたのだが、その結果「東京を奈落に沈める新しい得異点」が誕生したのだ。これに対応するためケイは再び2007年に向かう。特異点が何者によって起こされたのかはわかってないが、その人物は「黄金の林檎」という暗号名で呼ばれている何かを携えていたらしい。しかし、肝心の「黄金の林檎」が何かはわかっていない。
その頃、東京では超高層ビル「アトラス・タワー」の落成式が行われていた。表向きはオフィスビルとしなっているが、ここは東京を奈落から守護するために作られた魔術の要塞である。しかし、このビル内部から大量の奈落の魔物「ラドン」が発生し、ビルは一夜にして奈落の城と化す。このままでは東京はラドンに蹂躙されてしまう。この危機に対応するため、複数の神秘組織の合意でビルを奈落ごと爆破することを決定。そのために準備されたのが魔導爆弾のコードネームは「黄金の林檎」であった。PCたちは黄金の林檎を設置し起爆させる決死隊として、奈落の城の攻略に向かった。

## 登場人物・用語

### プレイヤーキャラクター（PC）
プレイヤーによって操作するキャラクター。キャラクタークラスについてスラッシュで複数書かれている場合はマルチクラスによりクラスを複数有していることを表す。キャラクタークラスの横に書かれている数値はクラスレベルで、キャラクターの総合レベルは17である。第1話と第2話の間の成長はアイテムの新規習得のみなため、レベルは変化していない。マルチクラスの取得制限はクラス3つまでとなっている。
本リプレイは「腐食都市」と同様にプレイヤー名を公開していない。ただしケイは安達洋介が担当していたことが「美少女☆女神と黄金の林檎」において藤井忍から明かされている。
嘉神 朋也
キャラクタークラス : ブラックマジシャン (Lv.10) / ミスティック (Lv.6) / サモナー (Lv.1)
シャードの加護 :《オーディン》《アカラナータ》《ブラギ》
解説 :名前の読みは「かがみ・ともや」。陰陽道をはじめとした日本古来の伝統呪術を操る魔術師の青年。27歳。元々はクエスターであったのだが、今はシャードを失っている。シャードをどうやって失ったかについてはなぜか記憶が曖昧であるが、それが魂を引き裂く苦痛であったことだけは記憶している。
若い頃はクエスターの使命というものはあまり意識せず、思うままに力を振るっていた傲慢な性格をしていた。それゆえにシャードが自らを見限ったのかもしれないと考えており、今は非常に思慮深い性格となっている。
表向きの職業としては骨董屋を営んでいる。
クロード・L・クエスター
キャラクタークラス : ファイター (Lv.9) / アルケミスト (Lv.3) / ソードマスター (Lv.5)
シャードの加護 :《トール》《ヘル》《タケミカヅチ》
解説 :古代より続くトレジャーハンターの一族「クエスター家」の現当主。銀髪の筋肉質の大男で、顔立ちは美形だが性格は粗暴。25歳。世界最高の宝「アスガルド」を見つけ出すのは自分であると豪語している冒険家。
錬金術を駆使して作られた機械仕掛けの大剣・チャンバーブレイドを振るい、魔法の西洋鎧を着こんで戦う姿はさながら中世の騎士のようでもある。
クエスター家は大金持ちの一族であり、当主であるクロードは普段は豪邸で暮らしている。
トキノ・ケイ
キャラクタークラス : リターナー (Lv.8) / ホワイトメイジ (Lv.8) / レジェンド (Lv.1)
シャードの加護 :《バルドル》《イドゥン》《ガイア》
解説 :奈落汚染により滅亡間近である未来世界からやってきた少女。17歳。時間管理局のエージェントでありクエスターである。朋也の遠い子孫でもある。
明るく前向きな性格だが、いきすぎて緊張感が足りないところもある。未来世界ではロクな食べ物を口にしてなかったようで、現代の食事に対して目がなく、食い意地が張っている。
スクーター型のタイムマシンを有しており、様々な場所にこれに載って現れる。しかし、ルール的にはシナリオ内での時間移動はプレイヤーの任意ではできないことになっているため、これはルールやデータに裏づけされていない演出（フレイバー）にすぎない。単純に登場判定に成功してそのシーンに現れているだけである。
本作二話の事件が終結した後もこの時間軸に駐在しているようで、後に出版されたリプレイ「アルシャードトライデント」シリーズにもカメオ出演している。
フランベルジュ
キャラクタークラス : マシンヘッド (Lv.10) / スカウト (Lv.5) / ルーンナイト (Lv.2)
シャードの加護 :《ヘルモード》《ヘイムダル》《フレイ》
解説 :人類以前に繁栄した古代種族の文明が作り出した戦闘ロボット。機体は神人アルフにより鍛えられた魔法金属ルーンメタルで構成されており、バイク型と人型の2つのフォーメーションに変形可能。電子頭脳には情報生命体マシンヘッドの意思が宿っている。人格は女性格。
コックピットが搭載されており、パイロットによる操縦機構があるが、自我を持つため自分自身で行動することも可能。彼女にコックピットがあるのはむしろ「人に使われる道具である」という存在理由を表したものとも言え、彼女は自由な意思を持つにもかかわらず、いつの時代も「マスター」を求め続けている。現在のマスターは朋也であり、彼の大切なパートナーである。

### ノンプレイヤーキャラクター（NPC）
ゲームマスターが操作するキャラクター。
ファム
サジッタ社の依頼で「パンドラの箱」の護送任務を請け負った朋也の元に、「箱」の入ったアタッシュケースを届けに来た少女。朋也が彼女と接触すると同時に「箱」を奪いに来た敵対勢力からの攻撃を受けたため、朋也は「箱」争奪戦に巻き込まれた彼女を守るという成り行きになってしまった。
当初はサジッタ社かそこに協力している機関のエージェントだと思われていたが、実は彼女は「箱」に収められているシャードのアバターである。本物のエージェントはすでに敵の攻撃により死亡しており、「箱」のシャードは朋也の元にたどりつきたい一心でアバターを生み出したのである。
ファムは自身を朋也が失ったはずのシャードのアバターであると認識しており、自分は朋也とともにいいなくてはならないと強く自覚している。パンドラの箱の中になぜ朋也の失ったはずシャードがあるのかということが、リプレイ第1話序盤の謎となっていた。
第2話では朋也とともに暮らすようになり、近所の高校にも編入した。
黒の王
「嘉神朋也がシャードを失うかどうか」という過去の特異点において、「失わなかった」という歴史をたどった別世界の朋也が奈落に堕ちた姿。人類に絶望しており、東京奈落化をたくらむ。
ブラックロータス
フューネラル・コンダクター社のフィクサー。一話、二話ともにクロードの依頼人として登場する。
香里 紅衣（こうざと・くれない）
第2話に登場。魔術師連盟に所属する魔女でアトラスタワーの設計者。若き天才だが傲慢な性格。フランベルジュの彼女への評価は「周囲を顧みずに物事を進める者」。
その正体はティターン神族のひとり、紅のエリュティアである。
アルミナ・エッシェンバッハ
サジッタ社に身をおいている女性技術者であり、彼女もまた若き天才である。異世界ミッドガルドから来た人物で、チャンバーシステムの開発者として知られている。
朋也のコネクションの一人であり、アトラスタワーのマナ集積技術に対して協力していることから、タワーの技術的な側面についての情報を朋也に与えた。

### 用語
パンドラの箱
ギリシャ神話に登場するアイテムだが、『アルシャードガイア』の世界においては神人アルフが作り出した遺産（レリクス）として実在している。リプレイ開始より少し前に発見され、多くの神秘組織が注目することになる。神話では箱とも壷とも語られていたが、実際に発見されたそれは小さな円筒であった。元々はいろんなものが詰まっていたらしいが、現在はたった一個のアルシャード（後述）のみが収められている。
箱の発見によって神秘組織らの意見は2つに別れた。神話に語られるレリクスを研究したがるサジッタ社を中心としたグループと、神話に語られる「パンドラの箱の災厄」を恐れて箱は封印すべきというフューネラル・コンダクター社を中心としたグループである。最終的に二派による箱の争奪戦が開始。リプレイ開始時点において箱を所持しているのはサジッタ社であり、そこから奪おうとするのがフューネラル・コンダクター社である。また、サジッタ社が護衛役として雇ったのが朋也で、フューネラル・コンダクター社が襲撃役として雇ったのがクロードである。
アルシャード
死した神の欠片であるシャードは、クエスターを導くだけでなくクエスターとともに少しずつ成長していく。そして、シャードが明確な自我を持つようにまで成長したものを「アルシャード」と呼ぶ。アルシャードとなったシャードはクエスターを持たなくても独立して存在することができ、さらには自らの分身としてアバターを作り出すことができる。
これは過去の神の欠片（Shard）であった存在が、その神とも異なる一個の独立した肉体と精神を持つものとして確立できたともいえる。それゆえに、「全なる」を示す接頭詞ALをつけ、AL-SHARDと称する。
アバター
自我と個性を持つようになったアルシャードが、自分に分身として作り出す存在。いわばシャードが擬人化した姿。アバターは自分のシャードの元となった神の姿を真似ることもあるが、かつての神とは全く異なる姿をとるものもある。
サクセサー
シャードをアバターにまで成長させたクエスターは、シャードの良きパートナーとして今まで以上のつながりを持つこととなる。そうなったクエスターはサクセサーと呼ぶ。
サクセサーとは継承者の意味であり、神の座を継承することに一歩近づいたもの、という意味合いである。
サクセサーはルール第一版時代の上級ルールブック『アール・ヴァル・アルダ』で追加され、『ガイア』『ff』移行後は『アルシャードガイアRPG上級ルールブック』及び『アール・ヴァル・アルダフォルティッシモ』に引き継がれた要素であり、GMが用意した特別なイベントを通じてサクセサーへと覚醒できる。クエスターがサクセサーに覚醒することを「サクセション」と呼ぶ。
ルール的にはクエストに応じて加護が増えるという特典がもらえ、同じレベルであってもクエスターとサクセサーでは実力は大きく異なる。
『アルシャードガイアRPG上級ルールブック』の特徴を使いこなすことをテーマにした本作ではこのサクセションも取り込まれており、かつて朋也が自身のシャードのサクセションを行えなかったことが彼がシャードを失うきっかけとなっている。
なお、第一話のエンディングで朋也はサクセサーとしての力を継承したことになっているが、第二話では「朋也は設定上はサクセサーとして扱うが、サクセサーとしての特典ルールは使用しない」という特殊な処理がなされている。この点については「GMはルールブックやサプリメントに書かれたルールの採用を任意で可否したり、ルールを改変する権利がある」という実例の一つであることを、リプレイ内に挿入されたコラムにてGMの稲葉義明は記している。
特異点
世界の歴史を決定的に変える事象のこと。「この時代にこういう出来事が起こったことがきっかけで、その後の歴史はこうなった」と後世で語られる「運命の分岐点」のことをユグドラシル宇宙では特異点と呼ぶ。
本来、歴史というのは細かい選択の積み重ねにより形成されるべきものだが、特異点はそれ以後のあらゆる選択を無意味にする「事象のブラックホール」である。例えば、Aという男が右にいくと世界が滅び、左にいくと世界が救われるという特異点があった場合、Aが右にいってしまえば、あとは誰がどんな選択を重ねても世界は絶対に救われない。
特異点はその時代に生きる人間には知るすべがなく、未来になってはじめて「ここが特異点だった」とわかるものである。そこで、時間管理局などの時間遡行者は、過去に戻って特異点に干渉することで、自分に有利な選択肢へ誘導させようとする。
特異点は何度も干渉することができない。未来人が一度でも特異点に干渉すると自身が当事者になってしまい、「ここが特異点だった」と観測できなくなるからだ。観測できないためにその日時へ時空移動することはできない。つまり、一度歴史を変えるのに失敗したから、もう一度過去に戻って同じイベントをやりなおし、とすることはできない。
特異点がその後の全ての小さな選択を無意味にするのは事象にマナが集積しているからともされ、それゆえに特異点に干渉できるのはマナを操れるクエスターのみである。
時間管理局
未来世界にあるとされる、時空間移動能力を持つ組織。歴史をみわたし「特異点」を見つけ出すことができる。そして、「特異点」に干渉するために時間遡行者「リターナー」を送り出している。なお、時間管理局は単一の存在ではなく、未来の可能性世界ごとに存在している。別の可能性世界の時間管理局同士が対立することもある。
非常に秘密主義な組織であり、未来の知識を過去の世界の住人に知れ渡るのを極度に嫌っている。そのため管理局から送り出されるリターナーたちには「マインドロック」と呼ばれる精神操作が施される。これは、任務達成に最低限必要な知識以外の記憶を封鎖したり、未来の知識を他人にしゃべることができなくするような処置である。
アトラス・タワー
ブルースフィアの魔術と科学の先端技術を結集して建造されたハイテクビル。テナントは全て有力な神秘組織の関係機関であり、組織のしがらみを越えて東京を守るための魔術拠点として建造された。最大の特徴はビル全体に濃度の高いマナを循環させていることである。これにより、高度な実験なども気軽に行うことができる。
しかし、アトラス・タワーを設計した香里紅衣は実は奈落の使徒であり、この塔は奈落の魔物「ラドン」の巣とするべく設計されていたものであった。落成式の日、多くの神秘組織の関係者が集まる中で紅衣の陰謀により奈落の門が開かれ、ラドンがアトラスタワーを占拠。豊富なマナが充満するこの塔はラドンたちには格好の住まいであり、繁殖活動をはじめて次々と数を増やしていった。
ラドン
アトラス・タワーに現れた奈落の魔物で、蟻に似た生態を持つ。女王ラドンと呼ばれる繁殖を司る個体が群れ全体を統率しており、女王以外のラドンは知能そのものはかなり高いものの、自らを「個」ではなく「群れの一部」であると認識している。また、ラドンは他の生物を襲って自らの仲間にしてしまう能力を持つ。最初の出現時は落成式当日であったため、タワーの中には大量の人間たちがいたが、彼らはラドンに襲われ、ラドンの肉体と思考を植えつけられて「群れの一部」となってしまった。
「ラドン」はギリシャ神話に出てくる怪物だが、これはあくまで人間側がつけたコードネームである。ラドンの生態は『アルシャードff』の舞台ミッドガルドに生息する奈落生物ターマイトに酷似しており、ラドンのゲーム上でのステータスはターマイトのものが流用されている。ただし、本編中においてはラドンとターマイトが同一の存在なのかについては言及が避けられている。
黄金の林檎
奈落の巣となったアトラス・タワーを破壊すべく用意された魔導爆弾のコードネーム。シナリオの序盤はこの爆弾をアトラス・タワーの上層部に設置する潜入ミッションという形式であったが、未来からきたケイだけは、この爆弾こそが第二の東京奈落化を引き起こす得異点であることを知っていた。この爆弾は確かにアトラス・タワーをラドンとともに殲滅させる破壊力は持つが、マナそのものを燃焼させるこの爆弾の起爆はブルースフィアに小さな傷をつけてしまい、長期的視点に立てば奈落を活性化させる原因となってしまうのである。